# Liste von Oasen
Dieser Artikel bietet eine Liste von Oasen.

## Afrika

### Ägypten
- Bahariyya
- Charga
- Dachla
- Farafra
- Fayyum, siehe auch Fayyum-Becken
- Safsaf
- Siwa
- El Tour
- Nil

### Algerien
- Djanet
- M'zab
  - Ghardaia
  - Mélika
  - Beni Isguen
  - Bou Noura
  - El Atteuf
  - Guerrara
  - Berniane
- Tamanrasset
- Ouargla
- Tidikelt
- El Meniaa

### Libyen
- Al Qatrun
- Bir Hakeim
- Kufra-Oasen
- Gaberoun
- Diofra
- Ghadames

### Mali
- Essakane
- Taghaza
- Taoudenni
- Timbuktu

### Marokko
- Amtoudi (Bergoase)
- Draa-Tal
- Figuig
- Merzouga
- Mhamid
- M’hamid El Ghizlane
- Oum Lâalag
- Rissani
- Sidschilmasa
- Skoura
- Tafilalet
- Tafraoute (Bergoase)
- Tagmoute
- Tata
- Tinejdad
- Tinerhir
- Zagora

### Mauretanien
- Terjit
- Benichab

### Namibia
- Goanikontes

### Niger
Siehe Liste von Oasen in Niger

### Sudan
- at-Taib

### Tschad
- Aderke
- Aouzou
- Bardai
- Edimpi
- Faya
- Ouonofou
- Ouri
- Wour
- Yebbi-Bou
- Yebbi-Souma
- Zouar

### Tunesien
- Douz
- Tozeur

## Südamerika

### Chile
- San Pedro de Atacama
- Alto Patache
- Pan de Azúcar

### Peru
- Huacachina

## Asien

### Volksrepublik China
- Dunhuang
- Kaschgar
- Miran
- Mogao-Grotten
- Gaochang

### Iran
- Tabas
- Yazd

### Israel
- En Gedi
- Jotwata

### Jordanien
- Azrak

### Saudi-Arabien
- Tayma

### Syrien
- Palmyra (Tudmor, Tadmor)
- Ghuta

### Turkmenistan
- Mary
- Merw

### Usbekistan
- Xiva

## Australien
- Palm Valley